# Bounds Green Brook
Der Bounds Green Brook ist ein Wasserlauf im London Borough of Enfield. Er fließt in nördlicher Richtung zunächst entlang der Telford Road (A406 road) sowie dann parallel zum Wilmer Way, um in den Pymme’s Brook zu münden.